# Lacio
El Lacio (en italiano, Lazio; en latín, Latium) es una de las veinte regiones que conforman la República Italiana. Su capital y ciudad más poblada es Roma, que también es la capital del país.
Está ubicada en la Italia central, limitando al norte con Toscana y Umbría, al este con Marcas y Abruzos, al sureste con Molise, al sur con Campania y al oeste con el mar Tirreno (mar Mediterráneo). En su interior se encuentra además la Ciudad del Vaticano. Con 5 889 649 habitantes en 2013 es la segunda región más poblada del país —por detrás de Lombardía— y con 341 hab/km², la tercera más densamente poblada, por detrás de Campania y Lombardía.
El Lacio destaca por su historia, arte, arquitectura, arqueología, religión y cultura, aparte de ser el embrión de lo que acabó siendo el Imperio romano.
En época antigua, se entendía como Latium el territorio comprendido entre el curso bajo del río Tíber y los montes Ausonios, en los alrededores de Terracina, y los Apeninos centrales como límite oriental.

## Etimología
El nombre de la región deriva del antiguo nombre —Latium— que le daban los latinos, ancestros de los antiguos romanos, que a su vez fueron llamados así porque se habían establecido en un territorio amplio (latus en latín), pudiendo significar también «territorio llano», pues sus primitivos habitantes habían descendido de los Apeninos. Transmitiría la idea de llanura en contraste con los sabinos, que ocupaban las zonas altas del país.
Por otra parte, también se puede derivar de Laurentino (Latino), rey de Laurentia, antigua ciudad en la llanura de Laureto (Lauretum).
Virgilio aporta en la Eneida (VIII, 321-323) otra etimología en boca del rey Evandro, quien, narrando a Eneas las historias de los antepasados, explica que el dios Saturno, después de ser derrocado por Júpiter y expulsado de los cielos, eligió un lugar del Lacio para esconderse (latere en latín), concretamente la colina llamada Aventino.
En la antigüedad el territorio del Lacio comprendía desde el curso bajo del río Tíber y los montes Ausonios, en las cercanías de Terracina, hasta los Apeninos como límite oriental.

## Geografía física

Altimetría de Lacio.

El Lacio, región del centro de Italia, se encuentra sobre la vertiente media tirrénica y ocupa 17 203 km², de la península itálica, extendiéndose desde los Apeninos hasta el mar Tirreno. Su territorio es poco homogéneo, prevaleciendo las cadenas montañosas y las colinas. La zona que bordea la costa es llana. El Lacio comprende 4491  km² de montañas (montagna), 9291 km² de colinas (collina) y 3424 km² de llanuras (pianura). El término "llanura" en este contexto se refiere al territorio costero de una elevación media de cero, algunos pocos metros por encima del nivel del mar y algunos por debajo. Tierra adentro desde las llanuras costeras en el norte están las colinas, o colli, que son una forma intermedia respecto a las montañas. En general se encuentran subsumidas bajo el nombre de la Campaña romana. No existe en el sur. Tierra adentro de las colinas o la zona litoral se hallan las montañas.

### Llanura costera
La costa del Lacio es baja con playas arenosas, puntuadas por los cabos de Circeo (541 m) y Gaeta (171 m). Las Islas Pontinas, que forman parte del Lacio, quedan frente a la costa meridional. Detrás de la franja costera, hacia el norte, se encuentran: la Maremma Laziale (la continuación de la Maremma Toscana), interrumpida en Civitavecchia por los montes de la Tolfa (616 m), en el centro por la Campaña romana y hacia el sur por el Agro Pontino y su continuación al sur de Terracina, el Pontino del Sur. Esta zona, en el pasado pantanosa y propagadora de malaria, fue drenada a lo largo de los siglos para poder poblarla y explotarla agrícolamente.

### Montañas

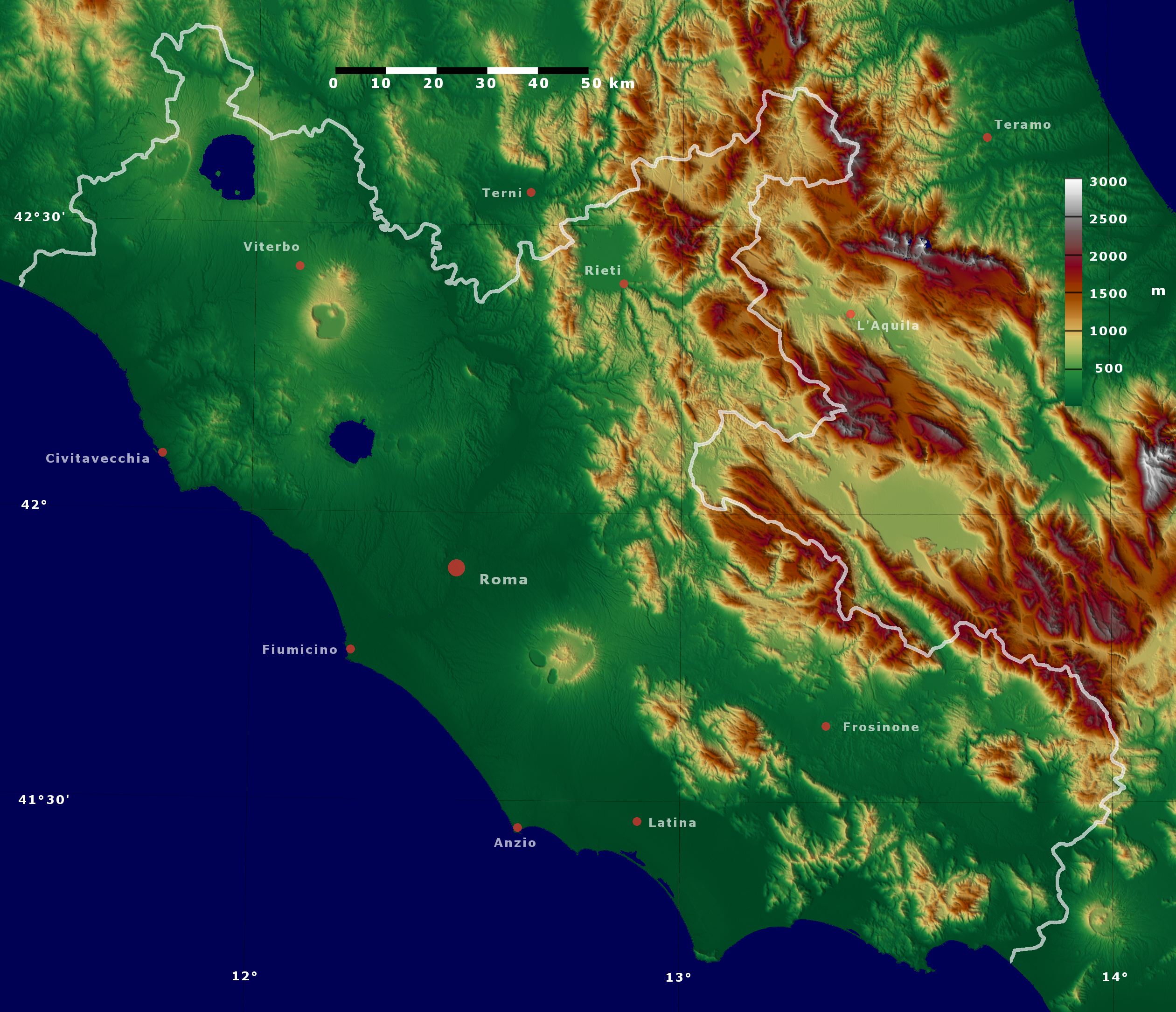
Mapa en relieve del Lacio.

Los Preapeninos del Lacio, marcados por el valle de los ríos Tíber y Liri con el Sacco, incluyen a la derecha del Tíber tres grupos de montañas de origen volcánico: los Volsinos, Ciminos y Sabatinos, cuyos principales cráteres están ocupados por los lagos Bolsena, Vico y Bracciano. Al sur del Tíber, otras sierras forman parte de los Antiapeninos: las Colinas Albanas, también de origen volcánico, y los calcáreos Lepinos, Ausonios y Montes Auruncos. Los Apeninos del Lacio son una continuación de los Apeninos de los Abruzos: los montes Reatinos con el Terminillo (2213 m), los montes Sabinos, Prenestinos, Simbruinos y Hérnicos que continúan al este del Liri hacia las montañas Mainarde. El pico más alto es el monte Gorzano (2458 m) en el límite con Abruzos.

### Ríos
El Tíber es el mayor río de la región; llegando desde Umbría, primero se dirige al sudeste, pero después dobla al suroeste, para atravesar todo el Campo Romano hasta el mar. Los principales afluentes del Tíber son el Paglia y el Treia a la derecha y el Nera y el Aniene a la izquierda. Más al sur, siguiendo el mismo del Tíber están el Sacco y el Liris, en tanto en la parte septentrional hay otros ríos de menor caudal, como son el Fiora, el Marta y el Arrone, que llegan al mar tras un curso breve.

### Clima
El clima de la región presenta notables variaciones entre una y otra zona. En general, más allá de la franja costera, la temperatura varía entre los 9-10 °C en enero y los 24-25 °C en julio. Las precipitaciones son más bien escasas. Los valores mínimos, inferiores a los 600 mm anuales, se registraron en la Maremma, en el municipio de Montalto di Castro, próximo a la frontera con Toscana, mientras que alcanza valores cercanos a los 1000 mm anuales en la zona entre Formia y la frontera con Campania. En la región interior, los valores de precipitación son mayores que los de la fachada costera, al tiempo que se acentúa el carácter de continentalidad, con mayores variaciones térmicas a lo largo del día y del año. Así, en la zona interior, los inviernos son fríos, llegando por las noches a registrarse temperaturas cercanas a los 0 °C e incluso menores. Las esporádicas nevadas alcanzan hasta Castelli Romani, llegando en ocasiones a extenderse a Roma.
Respecto a la heliofania, se destaca que, entre capitales regionales, Roma es la que tiene el mayor número de horas de sol al día y de cielo despejado durante el año.

### Naturaleza

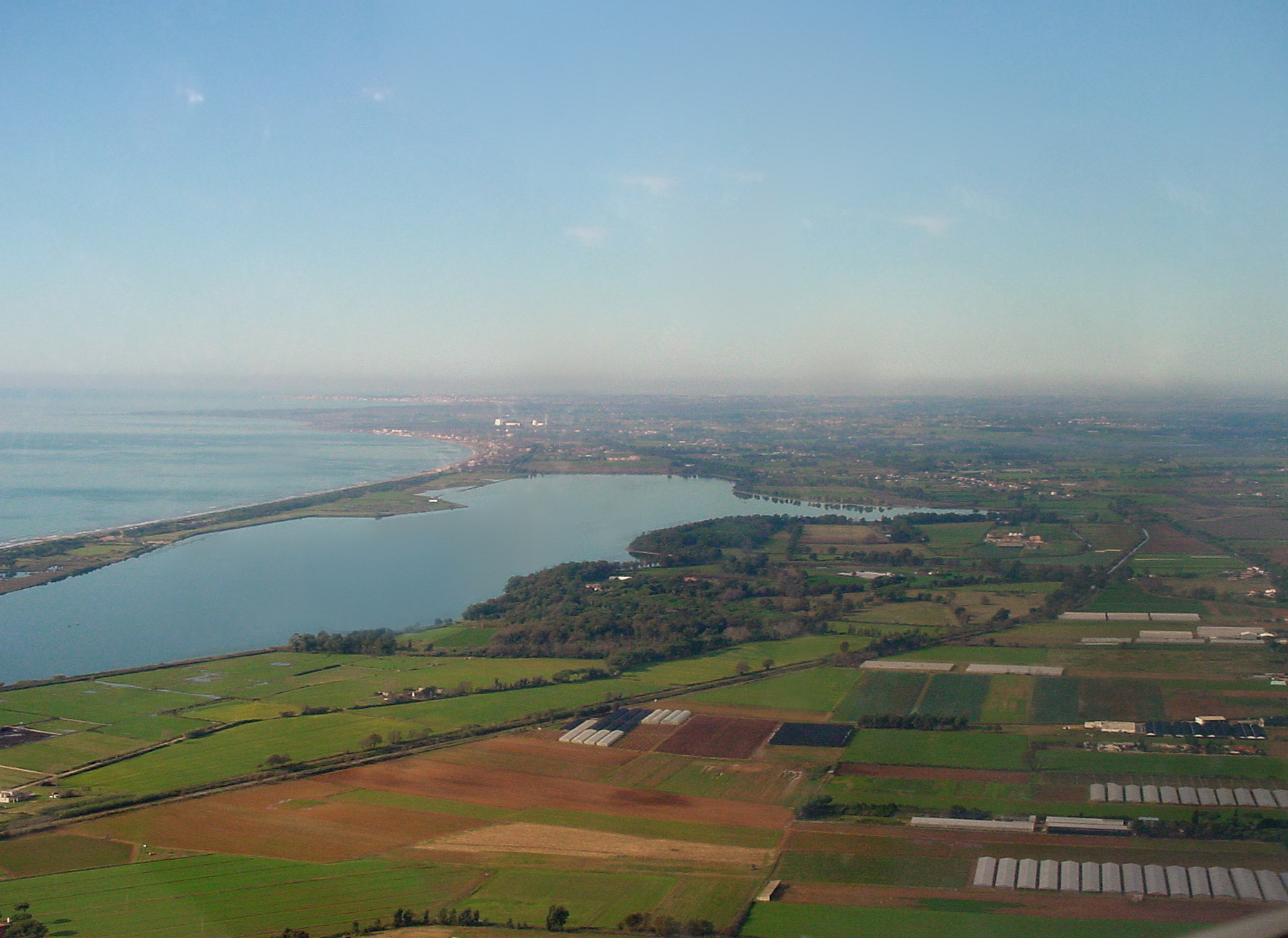
Lagos costeros del parque nacional del Circeo.

El Lacio posee varios parques, reservas y otras áreas naturales protegidas. Entre los más importantes y conocidos están los parques nacionales, como el P. N. de los Abruzos, el P. N. del Circeo, P. N. del Gran Sasso y Montes de la Laga y la Reserva natural regional Tor Caldara.
Asimismo, se han creado nuevas áreas protegidas en la región, procurando desarrollar una mayor sensibilidad ante la problemática relativa a la conservación del territorio por parte de la población ciudadana. Entre estas, los Lugares de Importancia Comunitaria (LIC), sitios de relevante importancia en el ámbito europeo referidos a la región biogeográfica mediterránea. Las ubicaciones concretas se proponen con fundamento en el Decreto 25/3/2005 - publicado en la Gazzetta Ufficiale della Repubblica Italiana n. 157 del 8 de julio de 2005 - predispuesto por el Ministerio de Medio Ambiente y la Tutela del Territorio y del Mar en el sentido de la directiva 92/43/CEE.
| Noroeste: Toscana     | Norte: Umbría | Nordeste: Las Marcas  |
| Oeste: Mar Tirreno    |               | Este: Abruzos, Molise |
| Suroeste: Mar Tirreno | Sur: Campania | Sureste: Campania     |

## Historia

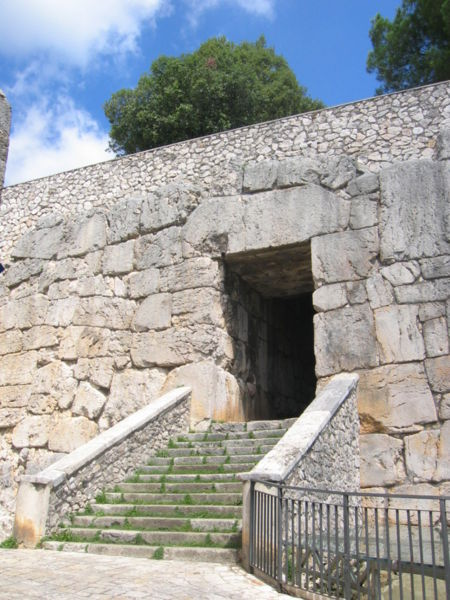
La acrópolis de Alatri (FR)

La historia del Lacio está marcada profundamente por la Historia de Roma, por lo que esta ciudad representó, en su milenario desarrollo, para la región la consolidación del poder temporal de la Iglesia católica, y el fuerte significado, simbólico e ideológico que Roma tuvo para la formación del Reino de Italia, el fascismo y para la moderna República Italiana.
Prehistoria y antigüedad
Esta zona estaba habitada en el II milenio a. C. por un pueblo que probablemente era indoeuropeo, afín a los faliscos, que se establecieron asimismo en el Lacio. La fase histórica está testimoniada por la presencia de diversas poblaciones indoeuropeas que se asentaron en la zona del Lacio desde el II milenio a. C., entre los que estaban los latinos, de los que, según algunos, la región tomó el nombre.
Los primeros testimonios de época histórica refieren que el Lacio estaba ocupado por distintos pueblos itálicos: los etruscos al norte del río Tíber y los latinos en la parte central de la región, los faliscos en una pequeña zona comprendida entre los etruscos y los latinos, los sabinos al este, hérnicos y ecuos al sur, y auruncos y volscos en la costa meridional del Lacio. Durante el siglo X y el V a. C., predominaron los etruscos en el norte sobre los latinos, según los testimonios históricos. La misma Roma, aunque no fuese conquistada militarmente por los etruscos, sufrió una fuerte influencia política debido a que sus tres últimos reyes fueron de origen etrusco. Este pequeño territorio configuró al Lacio Antiguo (Latium Vetus), al cual se le anexionaron con las primeras conquistas el Lacio Nuevo o Agregado (Latium Novum o Adjectum). Los latinos y Roma debieron combatir y pactar con los pueblos vecinos, como en el caso de los sabinos, para garantizar su propia supervivencia. El nombre Latium se mantuvo hasta los albores del imperio. Luego con Augusto, al subdividir la Italia romana en regiones, el Lacio fue unido a Campania, conformando la Regio I Latium et Campania.
Durante toda la época imperial romana, el Lacio gozó de una situación de tranquilidad general, interrumpida solo por episódicas guerras intestinas para la conquista de la púrpura imperial. Su papel de centro del imperio quedó, sin embargo, un poco marginado durante la época tardo imperial, hasta llegar al episodio de la deposición del último emperador de Occidente, Rómulo Augústulo, por parte de Odoacro, rey de los hérulos, en el año 476.
Edad Media
Después de la guerra con los godos (535-554) y la conquista bizantina, esta región recuperó su independencia porque el Ducado de Roma se convirtió en propiedad del emperador del Imperio romano de Oriente. Sin embargo, las largas guerras contra los longobardos perjudicaron a la región, que fue ocupada por el obispo de Roma, quien ya tenía varias propiedades en aquellos territorios. El nombre de Latium cayó en desuso, y este territorio conoció otros nombres: Marittima, Campagna, Patrimonio y una franja se incorporaría al Reino de Nápoles.
El fortalecimiento de la aristocracia religiosa y eclesiástica llevó a continuas luchas de poder entre los señores y el obispo de Roma. Inocencio III, como otros papas, intentó fortalecer su propio poder territorial, deseando afirmar su autoridad sobre las administraciones provinciales de Tuscia, Campagna y Marittima a través de los representantes de la Iglesia católica, para acabar con el poder de los Colonna.
Durante el papado de Aviñón, el poder de los señores feudales se incrementó dada la ausencia de los Papas. Pequeñas comunas, y Roma sobre todo, se opusieron al poder de los señores. Cola di Rienzo intentó oponerse al poder eclesiástico. Entre 1353 y 1367 se restauró el poder papal sobre el Lacio y el resto de los Estados Pontifícios.
Edad Moderna y Contemporánea

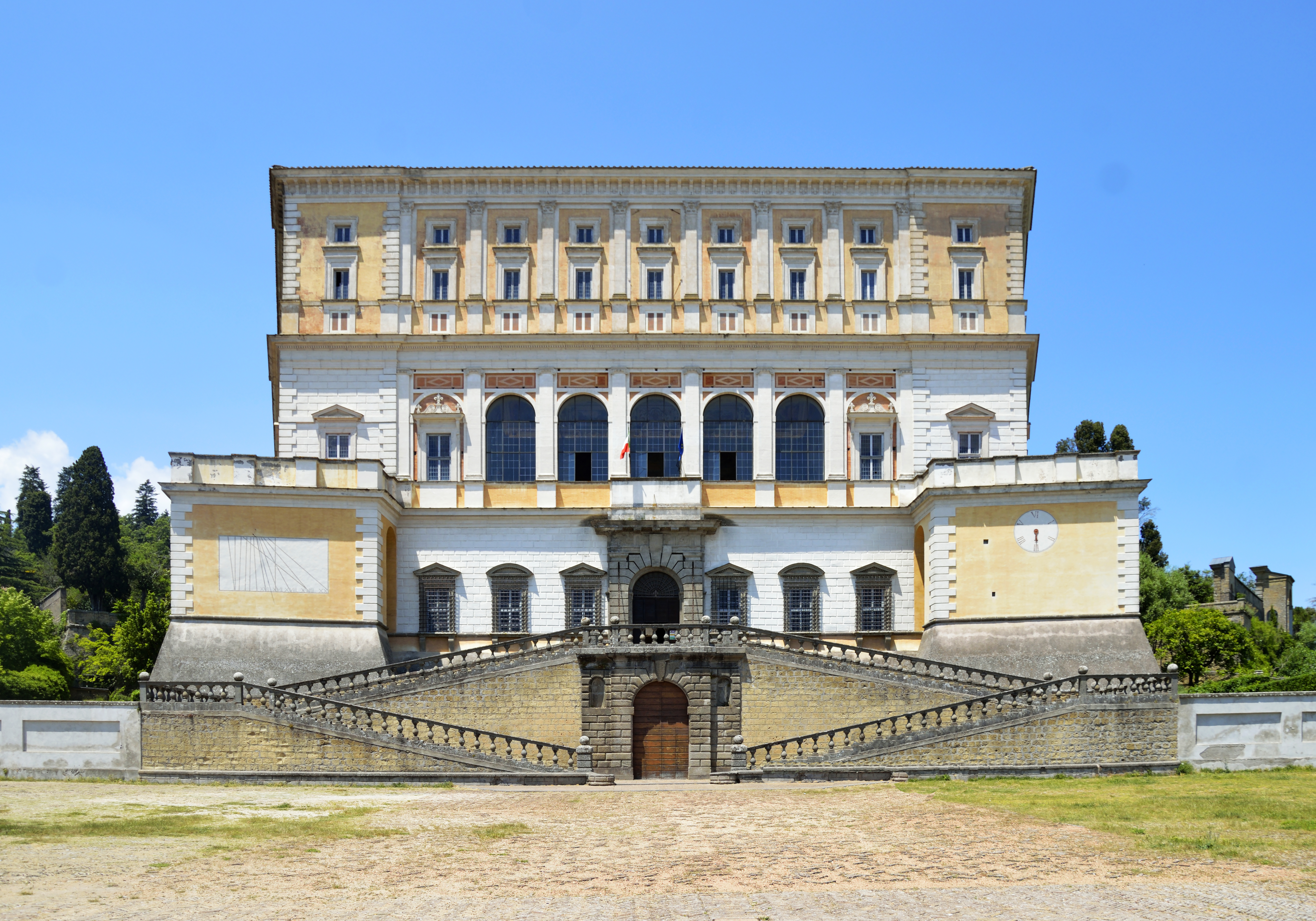
Fachada del Palazzo Farnese en Caprarola.

En los siglos XV y XVI los humanistas, en homenaje a la cultura clásica, intentaron rescatar el nombre «Lacio», llamando así a la zona del antiguo Latium Vetus, Campaña y Marítima. Desde mediados del siglo XVI, el Lacio formó parte de los Estados Pontificios, con un gobernador en Viterbo de Marítima y Campaña, y otro en Frosinone.
Una nueva división se produjo en el período napoleónico con la creación del Departamento del Tíber (1809) con sus subdivisiones: Roma Tívoli, Velletri, Rieti, Frosinone y Viterbo. Después, el Lacio regresó a los Estados Pontificios. En 1870, cuando las tropas francesas abandonaron Roma, el general Cadorna entró en el territorio pontificio, ocupando Roma el 20 de septiembre, y el Lacio quedó integrado en el Reino de Cerdeña, primer embrión del Reino de Italia. Se crearon entonces cinco divisiones: Roma (llamada Lazio), Viterbo, Civitavecchia, Velletri y Frosinone.
En 1927 el nombre "Lacio" pasó a indicar la unidad de las provincias de Roma, Viterbo, Frosinone y Rieti. En 1934 se incluyó una quinta provincia, Latina; así, el Lacio lograba su actual división administrativa. La Segunda Guerra Mundial atravesó la región, haciéndole pagar un elevado coste en términos de vidas humanas, tanto militares como civiles. Son relevantes los feroces combates en torno a Montecassino y el desembarco aliado en Anzio.

## Geografía humana

### Demografía
La densidad de población media en la región del Lacio es de 304,1 habitantes por km² (2010), que es la tercera más alta entre las regiones italianas después de la Campania y la Lombardía. No obstante, está distribuida de manera irregular, pues va desde los 765 habitantes por km² en la Ciudad metropolitana de Roma Capital a menos de 60 habitantes por km² en la provincia de Rieti (2008 est.). En Roma se concentra el 55% de la población regional. Para el 31 de marzo de 2010, la población total se calculaba en 5.695.048 habitantes. A principios de ese mismo año, el Instituto Italiano de Estadística (ISTAT) estimó que vivían en el Lacio 450.136 inmigrantes extranjeros, lo que equivale al 8% de la población.
| Pos. | Municipio           | Prov. | Habitantes (2010) |
| ---- | ------------------- | ----- | ----------------- |
| 1    | Roma                | RM    | 2,753.059         |
| 2    | Latina              | LT    | 119.115           |
| 3    | Guidonia Montecelio | RM    | 83.326            |
| 4    | Aprilia             | LT    | 70.048            |
| 5    | Fiumicino           | RM    | 69.938            |
| 6    | Viterbo             | VT    | 63.287            |
| 7    | Pomezia             | RM    | 60.650            |
| 8    | Tívoli              | RM    | 56.502            |
| 9    | Anzio               | RM    | 54.550            |
| 10   | Velletri            | RM    | 53.334            |
| 11   | Civitavecchia       | RM    | 52.198            |

Destacadas en negrita  los municipios capitales de provincia.

### Divisiones administrativas
El Lacio se divide en una ciudad metropolitana y cuatro provincias:
| Área                                 | Superficie (km²) | Población | Densidad (hab./km²) |
| ------------------------------------ | ---------------- | --------- | ------------------- |
| Ciudad metropolitana de Roma Capital | 5.352            | 4.357.041 | 814,1               |
| Provincia de Frosinone               | 3.244            | 496.545   | 153,1               |
| Provincia de Latina                  | 2.256            | 574.481   | 254,6               |
| Provincia de Rieti                   | 2.749            | 158.545   | 57,7                |
| Provincia de Viterbo                 | 3.612            | 318.163   | 88,1                |

### Política
Roma es una ciudad orientada tradicionalmente por el centroizquierda político, mientras que el resto del Lacio es de centroderecha. En las elecciones generales de Italia de 2008, el Lacio dio el 44,2% de sus votos a la coalición de centroderecha, mientras que el bloque de centroizquierda se llevó el 41,4% de los votos.

## Economía
Roma, capital de la República Italiana y del Lacio, ocupa un lugar preponderante en la economía de la región. Es su principal ciudad industrial y comercial, ocupando más de 300.000 empleados estatales además de varios millones de personas empleadas y subempleadas en el sector privado: oficinas, bancos, aseguradoras, etc. Muchas corporaciones nacionales y multinacionales públicas y privadas tienen su sede en Roma, como ENI, Enel, Leonardo, Mundys, RAI, ITA Airways, etc.
El intenso flujo turístico, unido a los centros arqueológicos, históricos, artísticos y religiosos, alimenta una rica actividad turística y comercial.
En agricultura dispone de la saneada y fértil llanura costera o Pontina. Hacia el interior, vastas extensiones – la campagna romana- están destinadas al pastoreo, mientras que en las colinas prosperan los viñedos. Entre los cultivos se destacan el trigo y otros cereales, frutas, horticultura y algodón. En la actividad ganadera se destacan los ovinos y los bovinos, con una buena industria cárnica y láctea.
El desarrollo industrial del Lacio está limitado a las zonas al sur de Roma. Las comunicaciones han influido en la posición de la industria, favoreciendo las zonas con las mejores conexiones con Roma y las que están cerca de la Autostrada del Sole, especialmente alrededor de Frosinone. Las industrias alimentarías y textiles se encuentran alrededor de las ciudades de Viterbo, Latina y Frosinone. Suelen ser PYMES, y operan en los sectores de la construcción y sus materiales (Roma y Civitavecchia-, papel -Frosinone-, petroquímicas -Gaeta-, textil -también Frosinone-, ingeniería -Rieti, Anagni-, automóvil -Fiat Cassino- y electrónica -Viterbo-).
Tabla con el PIB y el PIB per cápita, producido en el Lacio de 2000 a 2006:
|                                             | 2000      | 2001      | 2002      | 2003      | 2004      | 2005      | 2006      |
| ------------------------------------------- | --------- | --------- | --------- | --------- | --------- | --------- | --------- |
| Producto Interior Bruto (Millones de Euros) | 123.291,8 | 129.439,2 | 137.176,4 | 140.884,9 | 150.613,1 | 155.264,7 | 160.517,5 |
| PIB per cápita (Euro)                       | 24.096,0  | 25.297,4  | 26.732,7  | 27.221,5  | 28.756,1  | 29.365,0  | 29.731,0  |

## Cultura

### Dialectos laciales
en el Lacio.|alt=]]

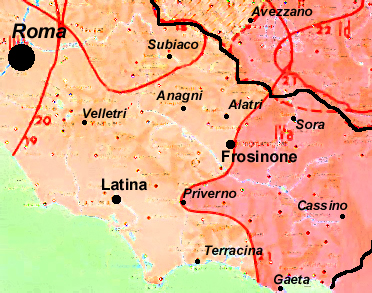
Dialectos italianos centrales (en naranja) y dialectos italianos meridionales

El uso vivo de los dialectos en el Lacio es siempre difícil, por lo que se refiere en particular a la zona de la Ciudad metropolitana de Roma Capital. En la capital se usa una variante regional del italiano, caracterizada por la africación de la s ante consonante nasal y de la geminación de la b y de la g. Está muy difundido el apócope de la sílaba final de la palabra (ma' por "mamma", anda' por "andare" etc.). En la sintaxis se registra el uso del indicativo en dependencia de los verba putandi ("credo che torna"), en el léxico palabras como "pupo", "caciara", "pedalini" "annamo" "giocamo". Los dialectos perviven fuera de la Ciudad metropolitana de Roma Capital, donde es menos fuerte el influjo lingüístico de la capital.

### Arte
El Lacio tiene una gran importancia en la cultura italiana y europea debido a su riqueza histórico-artística, arquitectónica, arqueológica y cultural en general. El inmenso patrimonio de la ciudad de Roma forma sólo una parte de los tesoros esparcidos por los cientos de ciudades, pueblos, abadías, iglesias, monumentos y otros lugares de la región.
En el centro histórico de Roma, las propiedades extraterritoriales de la Santa Sede en la ciudad y la Basílica de San Pablo Extramuros se encuentran entre los bienes protegidos por la UNESCO como patrimonio de la Humanidad. En el Lacio hay también otros lugares protegidos como Patrimonio de la Humanidad: la Villa Adriana y la Villa de Este en Tívoli y las Necrópolis etruscas de Cerveteri y Tarquinia.
Además de los ya mencionados, los sitios de interés turístico en Roma pertenecen a diferentes épocas y estilos. En el ámbito arqueológico, se destaca sobre el resto el Foro Romano y los monumentos como el Coliseo, símbolo de la ciudad, y las iglesias, los arcos, las plazas y los obeliscos que se trajeron de Egipto. Además de los monumentos, la oferta cultural se completa con numerosos museos.

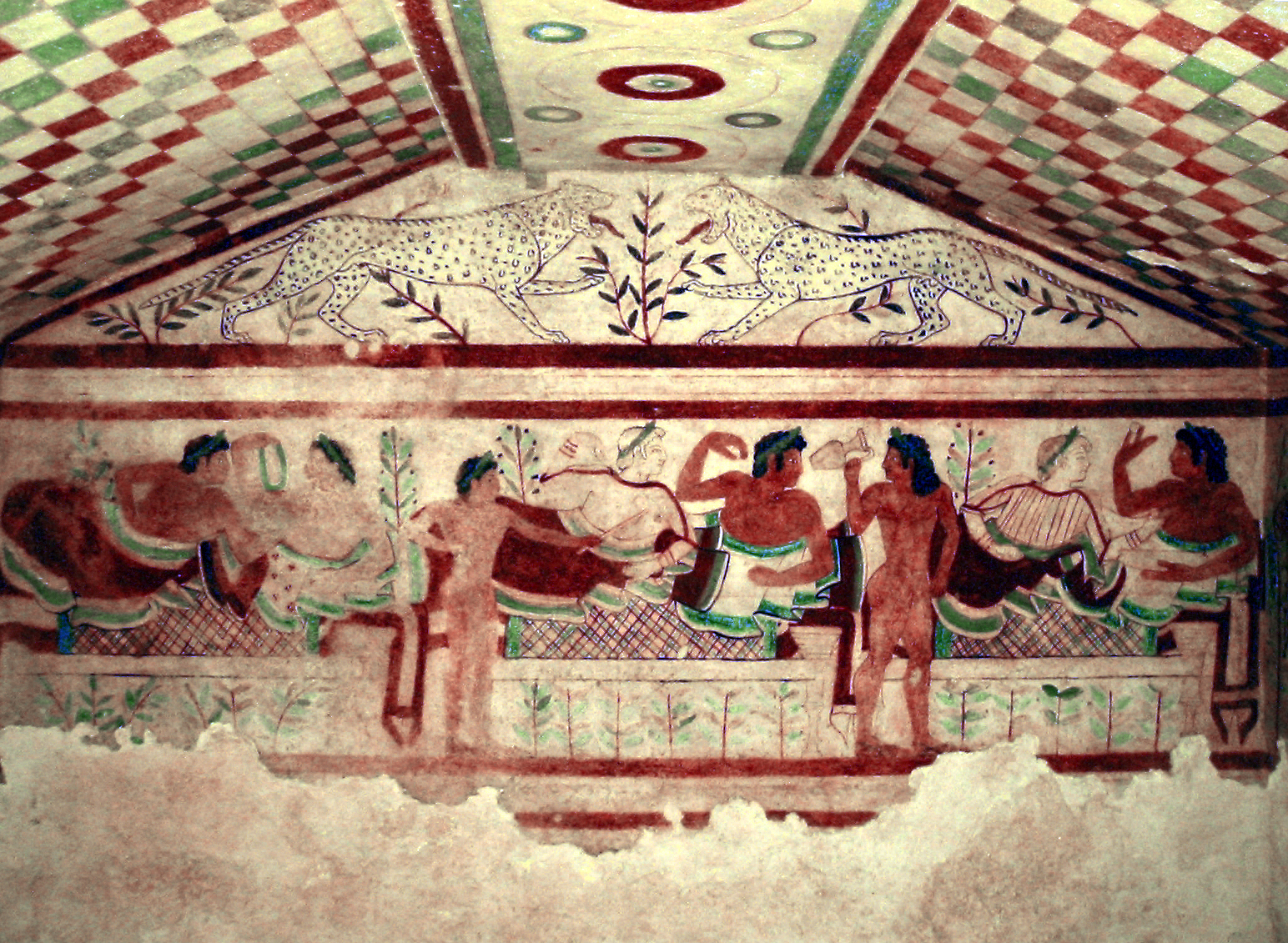
Frescos de la tumba de los Leopardos en Monterozzi (Tarquinia).

En la Ciudad metropolitana de Roma Capital hay muchos lugares de interés arqueológico. Cerca de Roma está Ostia Antica; de Terracina el Templo de Júpiter Anxur; de Sezze el Foro Apio y cerca de Pomezia, se encuentra Lavinium.
Se destacan por su importancia sitios como las ciudades fortificadas prerromanas: la acrópolis de Alatri, muy bien conservada, la de Farentino, con su mercado romano además de Atina y Arpino; la mundialmente famosa y antigua abadía de Montecassino; Subiaco y Casamari; Trisulti, Fossanova. Gran flujo de turistas es atraído por las fuentes termales de Fiuggi en las localidades marítimas de Sperlonga, Sabaudia y Terracina.
Dignos de mencionar son los famosos Castelli Romani, grupo de localidades al sur de Roma que son citados a menudo en la historia y también a causa de los productos gastronómicos que allí se elaboran. Por último, debe mencionarse la arquitectura románica en el Lacio y en Roma.

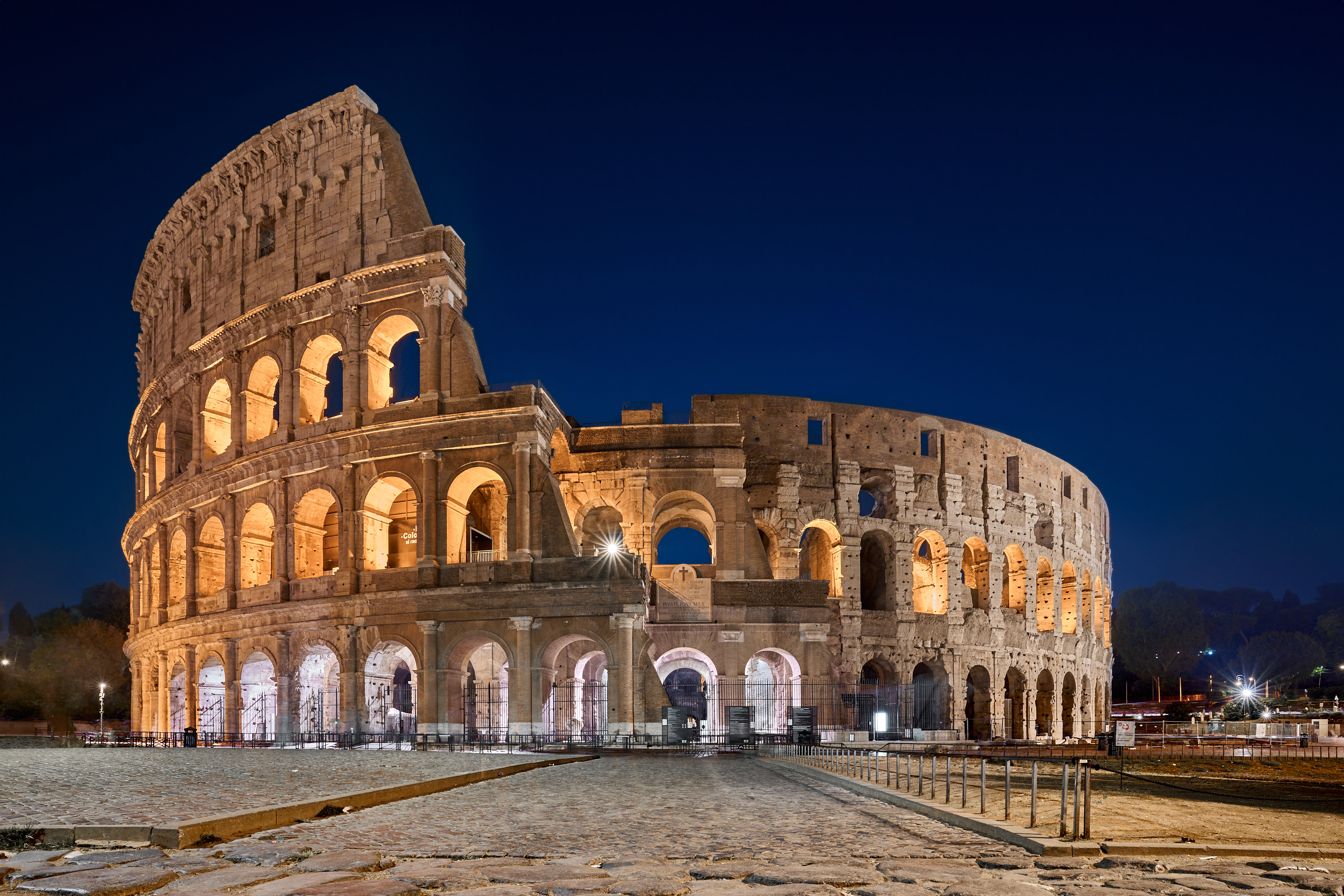
El Coliseo de Roma.

### Universidad
Roma representa el mayor centro universitario de la región, con universidades tanto públicas como privadas. La más grande por el número de alumnos es la Sapienza Università di Roma, que además de varias sedes periféricas en Roma, cuenta con un centro sucursal en Latina, uno en Rieti y otro en Viterbo. La segunda universidad pública de la capital, por fecha de fundación, es la Universidad de los Estudios de Roma "Tor Vergata", fundada en el año 1982, mientras que en 1992 se fundó la Università degli Studi Roma Tre. Si además de las estructuras públicas se consideran las privadas, la segunda universidad por año de fundación es la LUMSA que se remonta al año 1939. Otros polos universitarios en Roma están representados por la Universidad Europea de Roma, de la Luiss, de la San Pío V, y de la Universidad de los Estudios de Roma "Foro Italico" (IUSM).
Fuera de Roma se encuentran la Universidad de los estudios de Cassino, fundada en el año 1979, sobre la tradición humanística y cultural llevada adelante a lo largo de los siglos por la abadía de Montecasino, y la Universidad de los Estudios de la Tuscia en Viterbo, fundada en el año 1979.

### Gastronomía

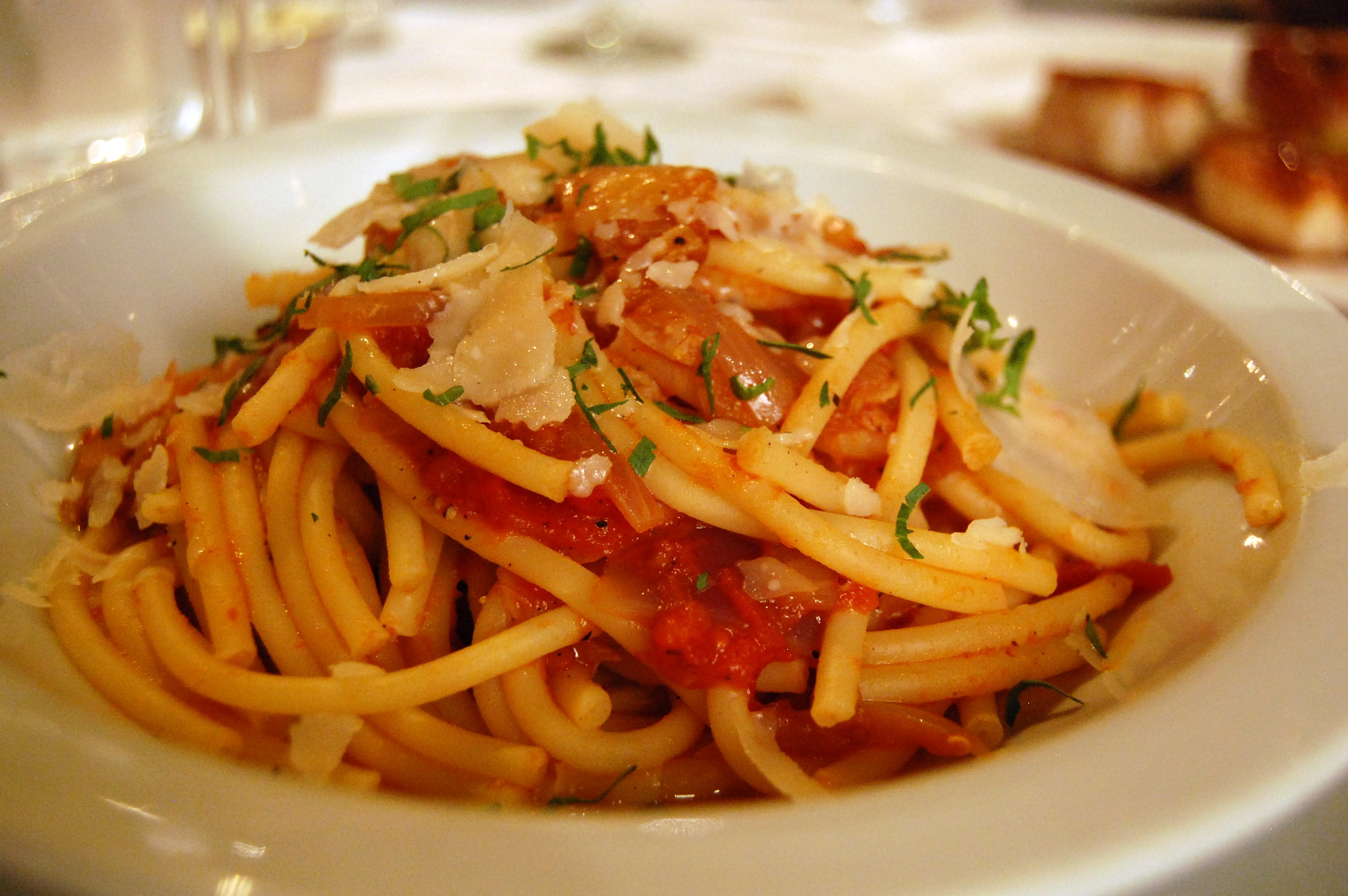
Bucatini all'amatriciana.

Un entremés típico son las bruschette, de pan tostado con aceite y ajo. En la gastronomía romana se utiliza el arroz para hacer croquetas (suppli di riso) y un risotto alla romana que se caracteriza por llevar salsa de hígado, mollejas y vino de Marsala. Platos de pasta típicos son los bucatini all'amatriciana, que llevan tocino y tomate, y se considera que de Roma procede la receta de espaguetis a la carbonara (spaghetti alla carbonara). Los ñoquis son clásicos en el Lacio, los gnocchi alla romana. Otras formas de pasta al huevo del lacio son los fettuccine y las pappardelle.

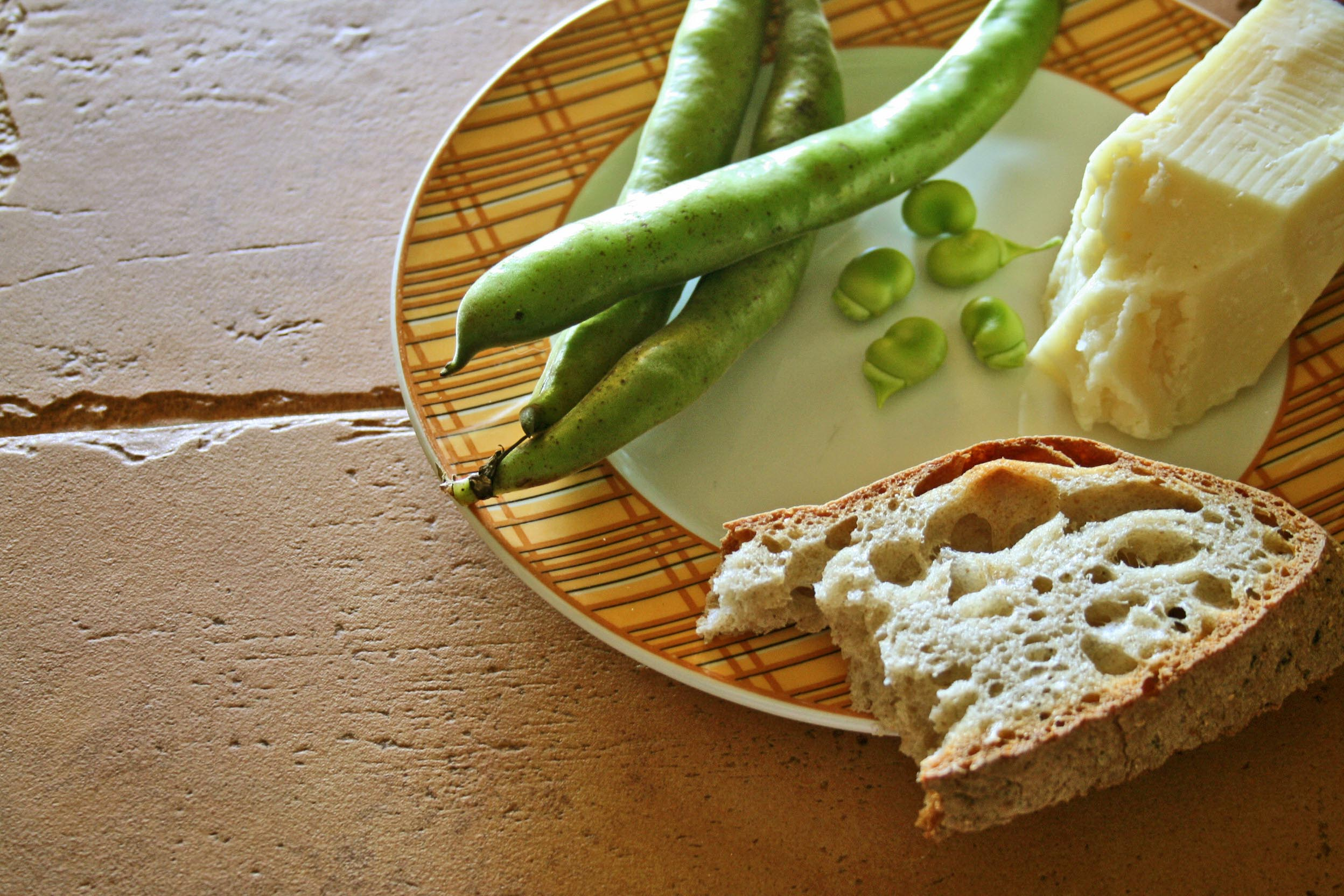
Queso pecorino romano y fave (habas).

En cuanto a los platos de pescado, destacan los filetes de bacalao (Filetti di baccalà). También se toma sopa de pescado de lago (sbroscia) en Tuscia y Valle Latino. Del lago Bolseno se obtienen peces para platos de pescado. Platos de carne son la coda alla vaccinara, que se hace con rabo de buey, y saltimbocca alla romana, que lleva carne de ternera. Otras carnes: el cordero lechal (abbacchio), o los callos de vaca (trippa). Con carne de cerdo asada se hace la porchetta, y con su carrillada (guanciale) se elaboran las fave al guanciale (habas con carrillada). Pero la verdura más difundida es, sin duda, la alcachofa, que se prepara "a la romana" (Carciofi alla romana, hervidas)
o "a la judía" (Carciofi alla giudia, fritas).
Entre los quesos, sobre todo de leche de oveja, destacan el pecorino romano y el ricotta, con el que se elabora una tarta. También es típica la caciotta.
En el Lazio se produce sobre todo vino blanco, con uva trebbiano, siendo el más conocido el procedente de Frascati, el tradicionalmente conocido como "vino de los Papas". Hay otras denominaciones: Castelli Romani, Colli Albani, Marino, Orvieto y Velletri. Hay, no obstante, algún tinto, como el Torre Ercolana o el Aleatico de Tuscia.

### Música
En el campo musical, es tradicional la cita para la fiesta del primero de mayo en la Plaza San Giovanni, donde las organizaciones sindicales organizan un concierto musical en vivo, en el que participan los más populares intérpretes musicales del momento.
En los meses de julio y agosto, en Soriano nel Cimino se desarrolla en Tuscia un festival de jazz, el más importante evento italiano relacionado con este tipo de música, segundo sólo tras el festival de jazz de Umbría en Perusa.

### Deporte

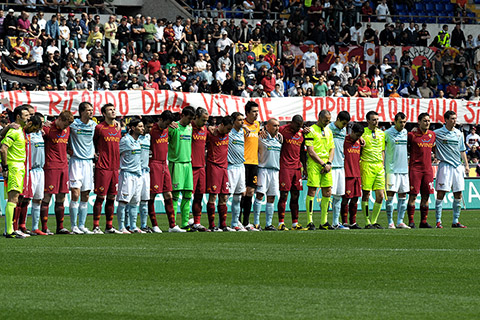
El Derbi de Roma es el enfrentamiento entre Lazio y Roma

La región ha tenido tres equipos de fútbol en la Serie A de Italia. La AS Roma logró tres títulos de liga, ganó nueve veces la Copa de Italia y fue finalista de la final de la Copa de Europa. En tanto, la SS Lazio fue campeón de la Serie A dos veces, la Copa de Italia siete veces, ganó una Supercopa de Europa y ganó la última edición de la Recopa de Europa de la UEFA. También alcanzó la final de la Copa de la UEFA. Lazio y Roma se enfrentan en el Derbi de Roma, uno de los principales clásicos de ciudad en Italia, junto con los de Milán y Turín.
El tercer equipo de Lacio en jugar la Serie A de Italia es el Frosinone Calcio, con sede en Frosinone, al sur de Roma, habiendo jugado dos temporadas en la máxima categoría.
El principal equipo de baloncesto es el Virtus Roma, que ganó la Liga Italiana 1983 y la Copa de Europa 1984.
Los Juegos Olímpicos de Verano de 1960 se celebraron en Roma, con epicentro en el Estadio Olímpico de Roma. El Masters de Roma es un torneo de tenis del ATP Masters 1000 y el WTA Premier.
El Autódromo de Vallelunga ha recibido a numerosas categorías internacionales del deporte motor, tales como el Campeonato Mundial de Superbikes, Campeonato Mundial de Motociclismo de Resistencia, Fórmula 2, Fórmula 3000 Internacional, Campeonato Mundial de Resistencia y Campeonato Europeo de Turismos.